# Саженский район
Саженский (Сажновский) район — административно-территориальная единица в составе Курской и Белгородской областей, существовавшая в 1935—1963 годах. Центр — село Гостищево (с 1958 года).

## История
В январе 1935 года «при разукрупнении Белгородского» — был образован Сажновский район в составе Курской области: 548,4 км², 30908 жителей. При этом райцентром являлось село Сабынино (в 6 км от села Сажного). В районе был 41 колхоз, Сажновская МТС, рыбхоз «Ключики» («товарное и рассадниковое рыбоводство»); площадь лесов района — 3850 гектаров. 
«В районе значительно развито садоводство. Площадь садов колхозных — 352 га, в рыбхозе — 1,2 га. Основные плодонасаждения — яблони (антоновка, апорт, харьковская зеленка, курский ренет, золотой ренет и др.), груши, вишни, сливы. С 1932 года в районе начало развиваться шелководство. На 1 января 1935 года площадь плантаций шелковицы в колхозах — 29 га».
По состоянию на 1945 года район делился на 22 сельсовета: Верхне-Ольшанский, Висловский, Гостищевский, Дальне-Игуменский, Киселевский, Кривцовский, Крюковский, Мазикинский, Мелиховский, Непхаевский, Ново-Оскочевский, Озеровский, Петропавловский, Сабынинский, Сажновский, Терновский, Ушаковский, Хохловский, Чурсинский, Шеинский, Шляховский и Шопинский.
В конце 1950 года Сажновский район переименован в Саженский район.
6 января 1954 года Саженский район отошёл к Белгородской области.
23 марта 1954 года хутор Заречье, село Ушаково Саженского района и ряд населённых пунктов Шебекинского района переданы в состав Корочанского района Белгородской области.
Саженский район в 1957 году: 571 км², 50 сел, деревень и хуторов.
8 января 1958 года Саженский район был переименован в Гостищевский район.
1 апреля 1961 года к Гостищевскому району была присоединена часть территории упразднённого Беленихинского района.
1 февраля 1963 года Гостищевский район был упразднён.